# 28932 Izidoro
28932 Izidoro este o planetă minoră (asteroid), cu un diametru de 13,614 km, din centura de asteroizi. A fost descoperită pe 5 septembrie 2000 la Stația Anderson Mesa de Lowell Observatory Near-Earth-Object Search. 
Obiectul prezintă o orbită caracterizată de o semiaxă mare de 3,1339906 UAi, o excentricitate de 0,11, o înclinație de 10,94656 ° în raport cu ecliptica.